# 死と処女
『死と処女』（しとおとめ、Death and the Maiden）は、1994年のアメリカ合衆国・イギリス・フランスのサスペンス映画。監督はロマン・ポランスキー、出演はシガーニー・ウィーヴァー、ベン・キングズレー、スチュアート・ウィルソン。シューベルトの『死と乙女』をモチーフにした、アリエル・ドーフマンの戯曲『死と乙女』を原作とし、一組の夫婦とその妻の運命を変えたひとりの男が戦慄の一夜を過ごすさまを描いたスリラー映画。

## ストーリー
南米の某国では独裁政権が崩壊し、新大統領が過去の人権侵害事件の調査委員会を発足させた。かつてこの国では、反政府運動を弾圧するための拷問や暗殺が横行し、今も当時の加害者たちが、裏で力を保ったまま素知らぬ顔で生活しているのだ。
岬の一軒家に住む主婦のポーリナは、ラジオで夫のジェラルドが調査委員会の委員長に抜擢されたことを知った。ポーリナは平凡な中年の主婦だが、家に近づく自動車に気付くなり銃を構えるなど、精神状態が不安定な様子だ。
嵐の中、医師のミランダの車で帰宅する夫のジェラルド。彼の車はパンクし、通りかかった見ず知らずの車を止めて、家まで送ってもらったのだ。車から降りることなくミランダは走り去って行った。
嵐のために停電し電話も不通になった家で、調査委員会について言い争うポーリナとジェラルド。反政府運動で活躍し、現在は弁護士のジェラルドにとって、委員長の座は出世の足掛かりだが、新政権を信用していないポーリナの目には裏切り行為に映るのだ。彼らの夫婦仲は張りつめて、ジェラルドが妻を扱う態度は、まるで腫れ物に触るようだ。
その日の夜更けに、医師のミランダが車で岬に戻って来た。ミランダは一旦は帰宅したのだが、ラジオでジェラルドが委員長になったことを知り、ジェラルドの忘れ物を届けがてら、祝辞を述べに来たのだった。夜半の訪問に戸惑いながらも、ジェラルドはミランダを招き入れ、酒をふるまった。
寝ている振りをして、居間の様子を窺うポーリナ。彼女はミランダの声に聞き覚えがあったのだ。学生だった頃、ポーリナは反政府運動に参加し、逮捕されてひどい拷問を受けていた。その時にポーリナをレイプした男の声が、ミランダのものだったのだ。動揺し、一人で家から逃げ出すポーリナ。彼女は拷問の際にレイプされたことを夫に隠し、恐怖の記憶に憑りつかれて生きて来たのだ。
レイプされた時、ポーリナは目隠しされて相手の顔を見ていなかった。しかし、ミランダの車を調べると、シューベルトの『死と処女』のカセットが見つかった。これは当時、レイプ犯がかけていた曲だった。
家に戻ったポーリナはミランダを縛り上げ、銃で脅して自白を迫った。アリバイを主張するミランダ。ジェラルドに止められても、復讐に燃えるポーリナは聞く耳を持たず、追及は夫にまで及んでいった。ポーリナを反政府運動に引き込み、逮捕のきっかけを作ったのはジェラルドだったのだ。やがて、心の内を語り始めるミランダ。ミランダの言葉とこの夜の出来事は、ポーリナを過去から脱却させ、未来へ進ませるきっかけとなったのだった。

## キャスト
※括弧内はビデオのみに収録された日本語吹き替え
- ポーリナ・エスコバル - シガーニー・ウィーヴァー（吉田理保子）
- ロベルト・ミランダ医師 - ベン・キングズレー（有川博）
- ジェラルド・エスコバル - スチュアート・ウィルソン（池田勝）
  - 吹替演出：蕨南勝之、吹替翻訳：たかしまちせこ

## スタッフ
- 監督：ロマン・ポランスキー
- 脚本：ラファエル・イグレシアス（英語版）、アリエル・ドーフマン
- 原作：アリエル・ドーフマン『死と乙女（英語版）』
- 撮影：トニーノ・デリ・コリ
- 音楽：ヴォイチェフ・キラール、フランツ・シューベルト（弦楽四重奏《死と乙女》 アマデウス・カルテット演奏）
- 衣装：ミレーナ・カノネロ
- 美術：ピエール・ギュフロワ（英語版）
- 編集：エルヴェ・ド・リューズ

## 作品の評価
Rotten Tomatoesによれば、51件の評論のうち高評価は82%にあたる42件で、平均点は10点満点中7点、批評家の一致した見解は「閉所恐怖症を思わせる設定が緊張感を高め、ベテラン俳優たちが素晴らしい演技を披露する『死と処女』は、ポランスキー監督の最高傑作である。」となっている。
Metacriticによれば、19件の評論のうち、高評価は15件、賛否混在は4件、低評価はなく、平均点は100点満点中72点となっている。

## 原作戯曲の日本語訳
- 『死と乙女』 青井陽治訳、劇書房、1994年4月
- 『死と乙女』 飯島みどり訳、岩波文庫、2023年8月。新訳